# Erioptera rubia
Erioptera rubia är en tvåvingeart som beskrevs av Alexander 1914. Erioptera rubia ingår i släktet Erioptera och familjen småharkrankar. Inga underarter finns listade i Catalogue of Life.